# Parastrangalis madarici
Parastrangalis madarici là một loài bọ cánh cứng trong họ Cerambycidae.